# Plegaderus discisus
Plegaderus (Plegaderus) discisus – gatunek chrząszcza z rodziny gnilikowatych i podrodziny Abraeinae.

## Taksonomia
Gatunek opisany został w 1839 roku przez Wilhelma Ferdinanda Erichsona.

## Opis
Ciało długości od 1 do 1,5 mm, ubarwione brązowo-czarno, błyszczące. Przedplecze z rowkiem poprzecznym płytkim, położonym w przedniej jego połowie, cienkim, ale wyraźnym, a tylną częścią słabiej niż przednia wypukłą. Jego podstawa nieobrzeżona, grubiej punktowana, z wgłębieniem. Pokrywy zwężające się ku wierzchołkowi, silnie i gęsto punktowane. Ich szew wyniesiony, szczególnie w środkowym odcinku. Przednie golenie rozszerzone i opatrzone 6 kolcami. Propigidium i pygidium punktowane gęściej lecz słabiej niż pokrywy.

## Biologia i ekologia
Spotykany pod odstającą korą drzew iglastych: obumierających świerków i sosen.

## Rozprzestrzenienie
Wykazany został z Albanii, Austrii, Bośni i Hercegowiny, Bułgarii, Chorwacji, Czech, europejskiej Turcji, Grecji, Hiszpanii, byłej Jugosławii, Niemiec, Polski, Rumunii, Słowacji, Szwajcarii, Ukrainy, Węgier, Włoch.
W Polsce rzadki, znany głównie z południowo-zachodniej części kraju.